# Yang Liwan
Pour les articles homonymes, voir Yang.
Yang Liwan, née le 18 janvier 1978 à Shishi, est une athlète handisport chinoise, spécialisée dans les lancers catégorie F54.

## Carrière
Née à Shishi, elle grandit à Quanzhou, dans la préfecture du Fujian. Un jour, un ami de son père lui conseille de faire du basket-ball au vu de sa taille mais elle finit par se tourner vers le volley-ball. En 1996, lors d'une séance de musculation, une barre de 50 kg lui tombe dessus et lui brise les deux jambes et la taille. Malgré les traitements, Yang Liwan se retrouve en fauteuil roulant.
Yang Liwan fait ses débuts lors des Jeux paralympiques d'été de 2008 à Pékin mais termine seulement 7e de la finale en lancer du poids et 8e de la finale du lancer du javelot. Aux Jeux de Londres en 2012, elle remporte la médaille d'or au lancer du poids et au lancer du javelot. Au javelot, elle bat le record du monde avec un jet à 17,89 m.
En 2014, lors des Championnats d'Asie handisport, elle améliore le record du monde en lancer du javelot avec une marque à 18,45 m. L'année suivante, aux Championnats du monde 2015 à Doha, elle remporte la médaille d'argent au lancer du javelot derrière la Tunisienne Hania Aidi et devant la Sud-Africaine Zanele Situ.
Lors de ses troisièmes Jeux paralympiques de 2016, elle est médaillée d'or au lancer du javelot devant les Tunisiennes Aidi et Fadhila Nafati. La même année au Beijing Grand Prix, elle bat le record du monde du lancer du poids avec 7,30 m, améliorant de sept centimètres la précédente marque de la Russe Maria Bogacheva.
Aux Championnats du monde 2017 à Londres, elle remporte l'or sur le lancer du javelot ainsi que sur le lancer du poids avec un jet à 7,43 m.